# 12580 Antonini
12580 Antonini eller 1999 RM33 är en asteroid i huvudbältet som upptäcktes den 8 september 1999 av den franske astronomen Laurent Bernasconi i Saint-Michel-sur-Meurthe. Den är uppkallad efter den franske matematikern och amatörastronomen Pierre Antonini.
Asteroiden har en diameter på ungefär 8 kilometer.